# Popis kraljica, grofica i vojvotkinja supruga Burgundije
Ovo je popis kraljica, grofica i vojvotkinja supruga Burgundije.
Grofice vladarice Burgundije bile su Beatrica I., Ivana I., Beatrica II. i Adelajda.

## Kraljice

### Kraljice stanovnika Burgundije
- Grimhilda (mitologija; vještica)
- Dietlinda od Bechelarena (mit)
- Brunhilda Valkira (mit; Brünnhilde)
- sestra Ricimera
- Caretena
- Ostrogota Ostrogotska, kći Teodorika Velikoga

### Franačka Burgundija
Merovinzi
- robinja Veneranda
- Markatruda
- Austerhilda
- Faileuba
- Ermenberga Vizigotska

Kraljice Neustrije, Pariza, Burgundije i Austrazije
- Bertruda
- Sihilda

Kraljice Neustrije i Burgundije
- Gomentruda
- Nantilda
- Ragnetruda
- Wulfefundis
- Bertehilda
- Baltilda
- Amatilda
- Bilihilda
- Klotilda Heristalska

Karolinzi
- Bertrada Laonska
- Gerberga
- Gerperga
- Hildegarda od Vinzgaua
- Fastrada
- Luitgarda od Sundgaua
- Ermengarda od Hesbayea
- Judita Bavarska (umrla 843.)
- Ermengarda Turška

### Donja Burgundija
- Engelberga
- Richilda
- Adelajda Pariška
- Ermengarda Talijanska
- Ana Carigradska
- Adelajda od Gornje Burgundije
- Alda (Hilda)
- Marozija
- Berta Švapska
- Adelana
- Matilda Francuska
- Aldiud
- Agaltruda
- Ermengarda Savojska

### Gornja Burgundija
- Teutberga
- Ermentruda Orleanska
- Richilde Provansalska
- Adelajda Pariška
- Ema Altdorfska
- Liutgarda Saska
- Rikarda Švapska
- Willa Provansalska

(Popis se nastavlja s Bertom Švapskom do Ermengarde Savojske.)

### Carice
- Gizela Švapska
- Agneza od Poitoua
- Berta Savojska
- Eupraksija Kijevska
- Matilda, kraljica Engleske
- Richenza od Northeima
- Gertruda od Sulzbacha
- Adelajda od Vohburga
- Beatrica I. Burgundska
- Konstanca Sicilska
- Irena Anđelina
- Beatrica Švapska (carica)
- Marija Brabantska (carica)

## Grofice

### Kuća Ivrea
- Ermentruda od Roucyja
- Adelajda Blanka
- Alisa Normanska
- Štefanija
- Regina Oltingenska
- Beatrica Lorenska
- Agata Lorenska, majka Beatrice I.

### KućaHohenstaufen
- Margareta Blojiška, grofica Bloisa

### Kuća Andechs
- Elizabeta Tirolska

### Kuća Ivrea
- Filipa od Bara
- Matilda od Artoisa

### Kuća Burgundska
- Margareta III. Flandrijska (vojvotkinja)

### Kuća Valois
(Sve daljnje grofice bile su i burgundske vojvotkinje.)
- Margareta Bavarska
- Mihaela Valois
- Bona od Artoisa
- Izabela Portugalska, vojvotkinja Burgundije
- Margareta od Yorka

### KućaHabsburg
- Ivana I. Luda
- Izabela Portugalska
- Marija I. Engleska, kraljica Engleske (Tudor)
- Elizabeta Valois
- Ana Austrijska (1549.-1580.)
- Elizabeta Francuska, grofica Burgundije
- Marijana Austrijska

## Vojvotkinje
- Adelajda od Auxerrea
- Ema Francuska, kraljica Franačke
- Ermengarda Burgundska
- Liutgarda Burgundska
- Gerberga Mâconska
- Ermentruda od Roucyja
- Konstanca od Arlesa, kraljica
- Helena Semurska
- Ermengarda Blanka
- Sibila Neverska
- Sibila Burgundska
- Felicija Matilda
- Marija Šampanjska
- Alisa Lorenska
- Beatrica Albonska
- Tereza Portugalska
- Alisa od Vergyja
- Jolanda de Dreux, vojvotkinja Burgundije
- Beatrica Navarska, vojvotkinja Burgundije (infanta)
- Agneza Francuska, vojvotkinja Burgundije
- Ivana III. Burgundska

(Dalje slijede imena vojvotkinja koje su bile i grofice.)